# Grabsleben
Grabsleben è una frazione del comune tedesco di Drei Gleichen, in Turingia.

## Storia
Grabsleben costituì un comune autonomo fino al 1º gennaio 2009.